# Lazare Venot
Lazare Venot, né le 16 août 1902 à Blanzy-sur-Bourbince et mort le 12 mars 1977 à Montchanin-les-Mines, est un coureur cycliste français, professionnel de 1928 à 1932.

## Biographie
Lazare Venot nait le 16 août 1902 à Blanzy-sur-Bourbince, en Saône-et-Loire.

### Carrière professionnelle
Lazare Venot court avec l'équipe Terrot-Hutchinson entre 1928 et 1929. 
En 1928, il concourt au Circuit des monts du Roannais, où il se classe 2e. Il participe ensuite au  Circuit de Mont-Blanc, il termine 6e à 17 min et 25 secondes de Léon Fichot, le vainqueur de cette édition. 
En 1929, il gagne le Circuit du Jura, Nevers-Vichy-Nevers, Lyon-Genève-Lyon et le Circuit de l'Allier.
En 1930, il participe au Circuit du Bourbonnais où il termine à la 7e place du classement général. En août, il finit en 7e position du Circuit des villes d'eaux d'Auvergne.
Il participe au Tour de France 1931 où il termine 31e au classement général à 4 h 42 min 2 s d’Antonin Magne, le vainqueur de cette édition.
Il participe de nouveau au Tour de France l'année suivante, où il termine à la 37e position à 3 h 4 min 31 s du vainqueur, André Leduc.
En 1933, il remporte le Prix David de Dole, une course d'une distance de 160 km.

## Palmarès

### Palmarès Amateur
- 1925
  - 3e du Grand Prix de Thizy
- 1926
  - 2e du Circuit du Mont-Blanc
  - 3e du Grand Prix du comité du Rhône
- 1927
  - 2e de Paris-Dieppe UVF
  - 3e du Circuit de Saône-et-Loire

### Palmarès Professionnel
- 1928
  - 2e du Circuit des monts du Roannais
  - 6e du Circuit du Mont-Blanc
- 1929
  - Circuit du Jura
  - Nevers-Vichy-Nevers
  - Lyon-Genève-Lyon
  - Circuit de l'Allier
  - 2e du Grand Prix d'Aix-les-Bains
  - 3e du Circuit du Cantal
  - 8e du Tour de Catalogne
  -  9e du Circuit du Mont-Blanc
  - 10e du Marseille-Lyon
- 1930
  - 4e du Circuit du Bourbonnais
  - 7e du Circuit des villes d'eaux d'Auvergne
- 1933
  - Prix David de Dole

## Résultats sur le Tour de France
2 participations
- 1931 : 31e du Classement Général
- 1932 : 37e du Classement Général